# 徐儀世
徐仪世，直隶宜兴县人，明朝政治人物。

## 生平
萬曆三十八年（1610年）庚戌科进士。天启三年（1623年）担任广东惠州府知府。天啟七年（1627年）升任广西提学副使。